# 올림픽 항공
올림픽 항공(영어: Olympic Airlines)은 그리스의 한 때 존재했던 항공사로 1957년부터 2009년까지 존재한 항공사로 허브 공항은 테살로니키 국제공항과 아테네 국제공항이 있다.

## 역사
그리스의 선박왕 아리스토텔레스 오나시스가 1957년 당시 국영 항공사인 TAE 그리스 내셔널 항공을 인수한 뒤 1957년 올림픽 항공으로 사명을 변경하여 설립했다. 1960년대 처음으로 제트기를 도입했고 미국, 캐나다, 아프리카 지역에 취항했다. 1970년대에 오스트레일리아행 노선을 추가하면서 빠르게 성장했다. 1973년 1월 오나시스의 아들인 알렉산더가 비행기 사고로 사망하자 몇 달 후 오나시스는 항공사의 전 지분을 그리스 정부에 매각했다. 하지만 그는 얼마 지나지 않아 1975년 사망했다. 국영 항공사가 되면서 보유 항공기를 늘리고 기내식 조달 업체 및 화물사업부를 새로 만들었다. 방만한 경영으로 1980년대부터 심각한 재정난을 겪게 되었고 여러 개의 자회사를 거느렸다. 2003년 손실이 지나치게 늘어나자 정부는 구조 조정을 단행했다. 자회사인 마케도니아 항공을 올림픽 항공으로 사명이 변경되었고 이후에 항공 업무를 넘겨 받았다. 한편 그리스 정부는 10여 년에 걸쳐 매각 하려고 시도 했지만 번번이 실패했다. 그러다가 2009년 그리스 최대의 투자펀드인 MIG에 매각되었고 그 해 영업을 중단했다.

## 사진

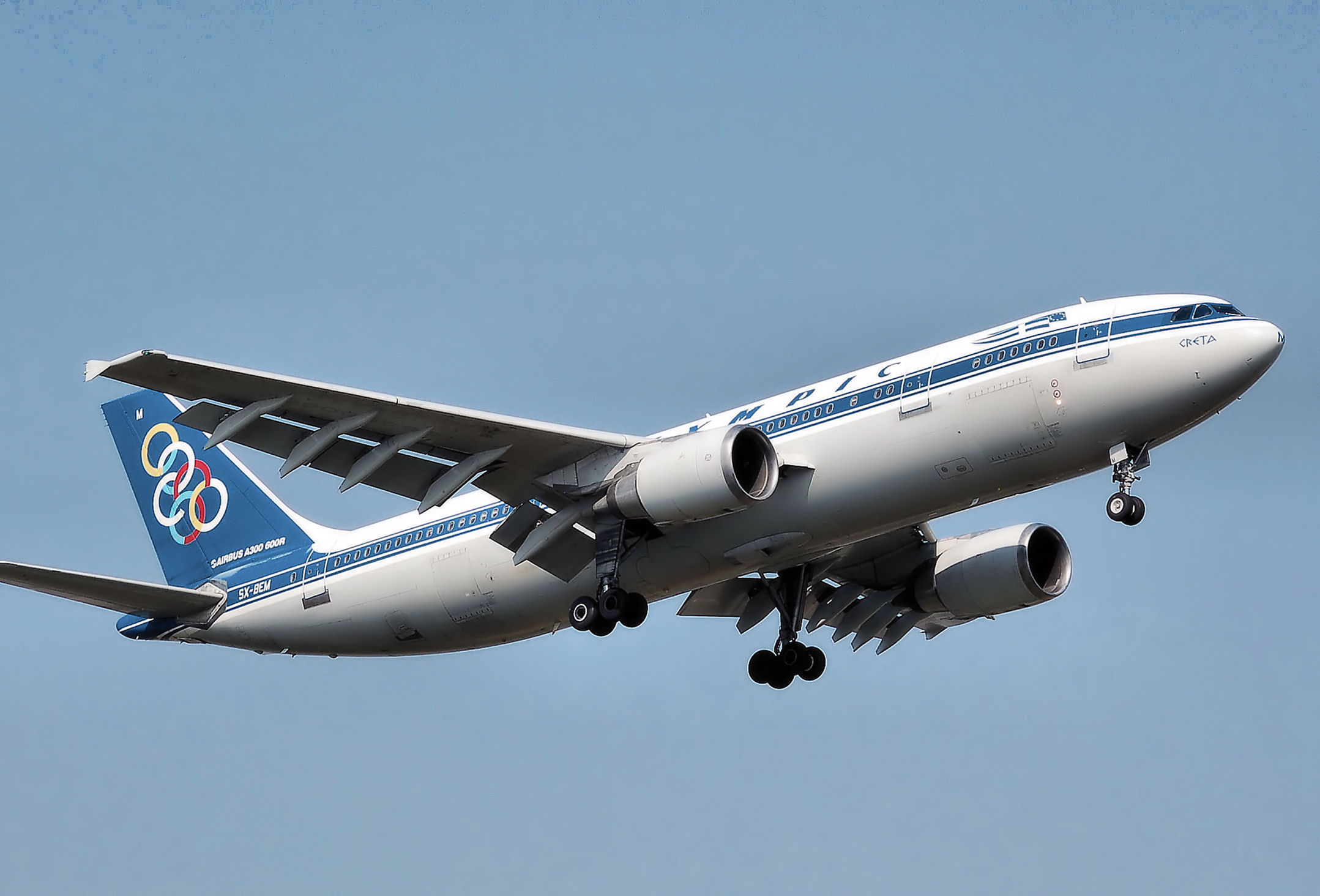
올림픽 항공의 에어버스 A300-600R
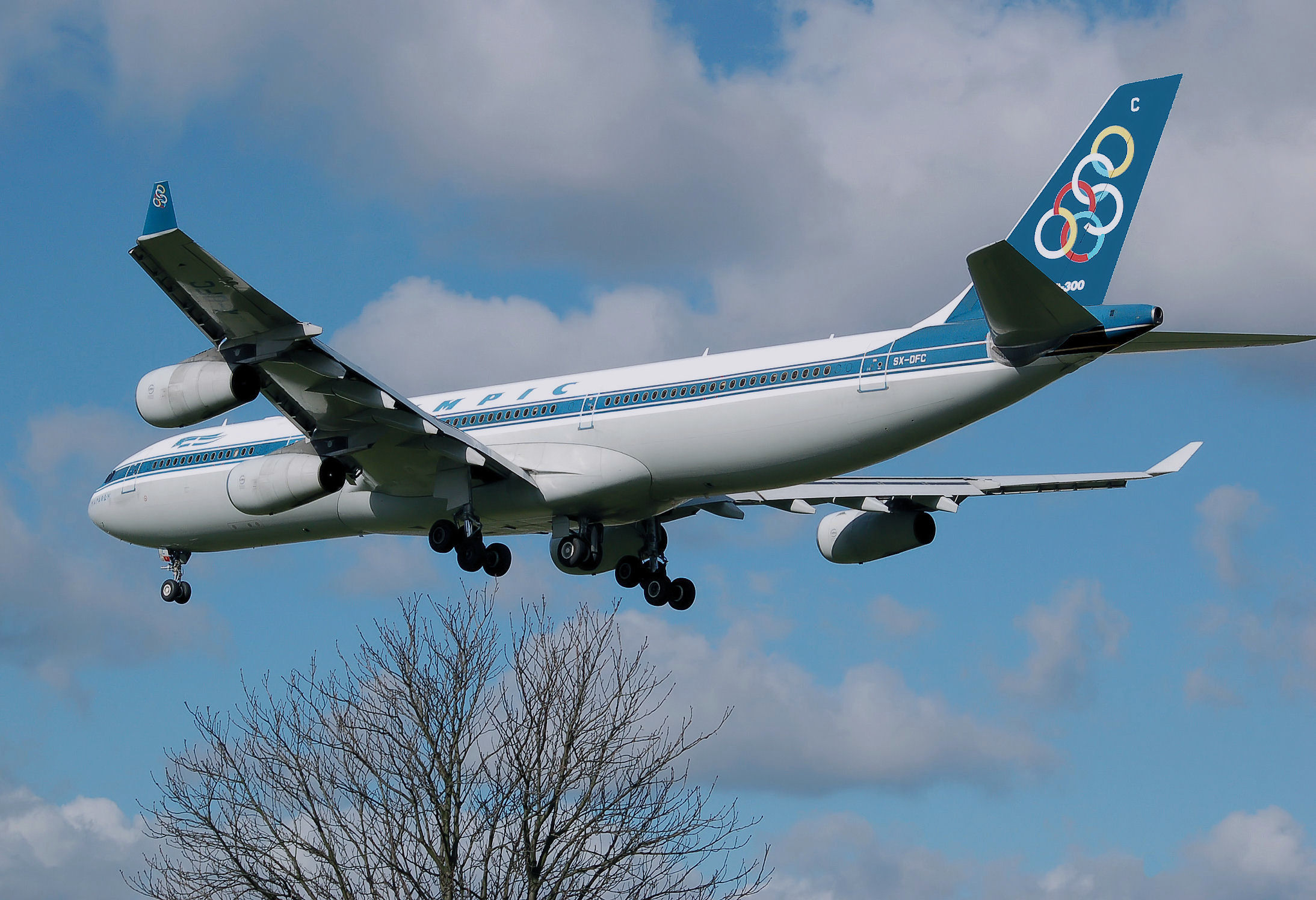
올림픽 항공의 에어버스 A340-300
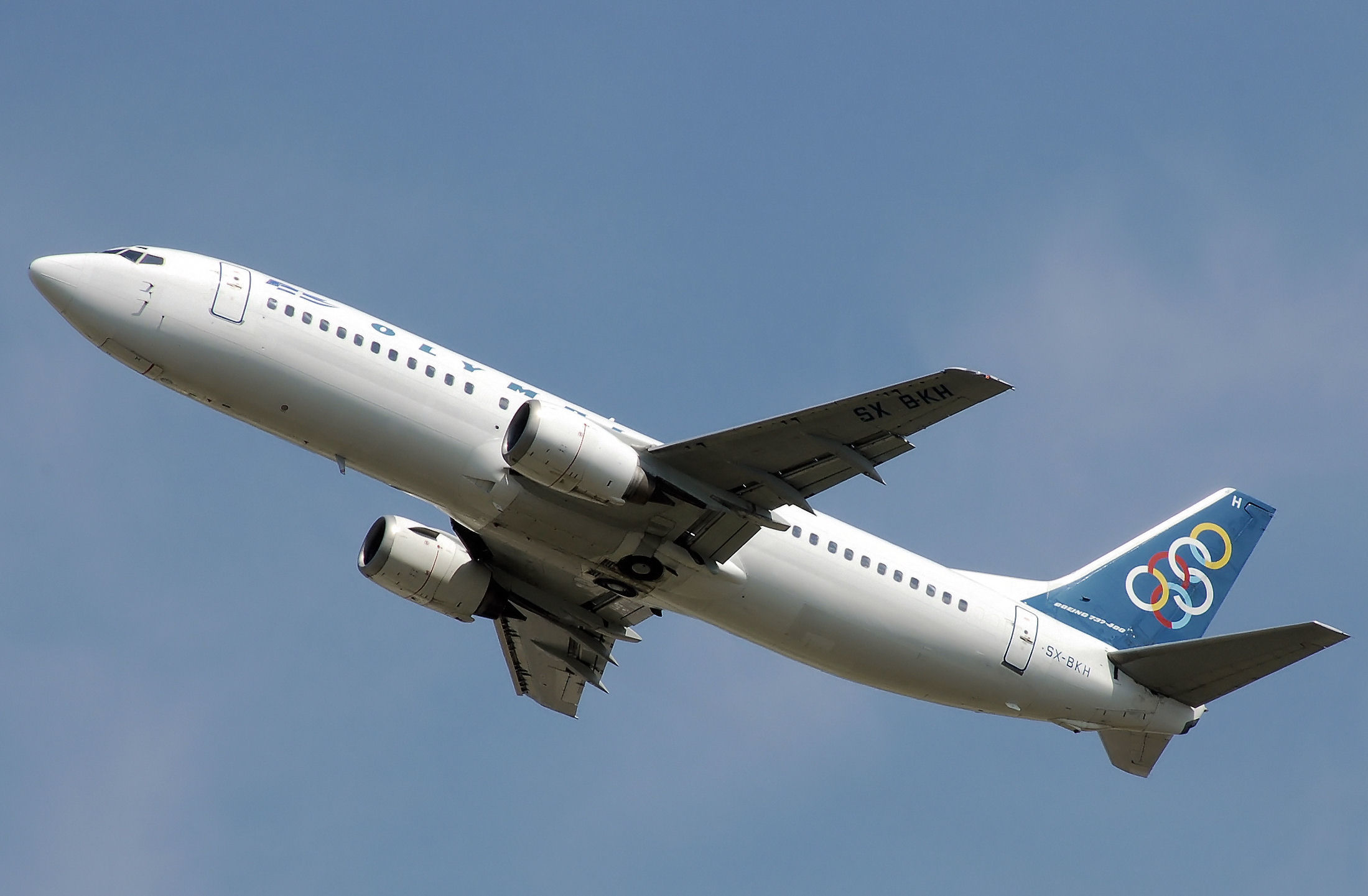
올림픽 항공의 보잉 737-400